# Inibitore dell'aromatasi
Gli inibitori dell'aromatasi (Aromatase inhibitor, IA) sono una classe di farmaci utilizzati nel trattamento del cancro al seno nelle donne in postmenopausa e, negli uomini,[1][2] nella ginecomastia maschile. Possono essere utilizzati anche off-label per ridurre la conversione degli estrogeni quando si integra il testosterone per via esogena. Possono essere utilizzati anche per la chemioprevenzione nelle donne ad alto rischio di cancro al seno.
L'aromatasi è l'enzima che catalizza una fase chiave dell'aromatizzazione nella sintesi degli estrogeni. Converte l'anello enone dei precursori degli androgeni, come il testosterone, in un fenolo, completando la sintesi degli estrogeni. In quanto tali, gli IA sono inibitori della sintesi degli estrogeni. Poiché i tumori della mammella e dell'ovaio ormono-positivi dipendono dagli estrogeni per la crescita, gli IA vengono assunti per bloccare la produzione di estrogeni o l'azione degli estrogeni sui recettori.

## Usi medici

### Cancro
A differenza delle donne in premenopausa nelle quali la maggior parte degli estrogeni viene prodotta nelle ovaie, nelle donne in postmenopausa gli estrogeni vengono prodotti principalmente nei tessuti periferici del corpo. Poiché alcuni tumori al seno rispondono agli estrogeni, è stato dimostrato che la riduzione della produzione di estrogeni nel sito del tumore (cioè il tessuto adiposo del seno) con inibitori dell'aromatasi è un trattamento efficace per il carcinoma mammario ormono-sensibile nelle donne in postmenopausa. Gli inibitori dell'aromatasi non sono generalmente utilizzati per il trattamento del cancro al seno nelle donne in premenopausa perché, prima della menopausa, la diminuzione degli estrogeni attiva l'ipotalamo e l'asse ipofisario per aumentare la secrezione di gonadotropina, che a sua volta stimola l'ovaio ad aumentare la produzione di androgeni. L'aumento dei livelli di gonadotropina aumenta anche il promotore dell'aromatasi, accrescendo la produzione di aromatasi in presenza di un aumento del substrato di androgeni. Questo contrasterebbe l'effetto dell'inibitore dell'aromatasi nelle donne in premenopausa, poiché aumenterebbe il totale degli estrogeni.
Le aree di ricerca clinica in corso includono l'ottimizzazione della terapia ormonale adiuvante nelle donne in postmenopausa con cancro al seno. Il tamoxifene (un modulatore SERM) è stato tradizionalmente il trattamento farmacologico di elezione, ma lo studio ATAC (Arimidex, Tamoxifen, Alone or in Combination) ha dimostrato che nelle donne con cancro al seno localizzato e positivo al recettore degli estrogeni, le donne che hanno ricevuto l'IA anastrozolo avevano ottenuto risultati migliori rispetto al gruppo trattato con tamoxifene. Gli studi sugli IA usati come terapia adiuvante, quando somministrati per prevenire le recidive dopo un intervento chirurgico per il cancro al seno, mostrano che sono associati a una migliore sopravvivenza libera da malattia rispetto al tamoxifene, sebbene pochi studi clinici analizzati in modo convenzionale abbiano dimostrato che gli IA presentano un vantaggio di sopravvivenza complessiva rispetto al tamoxifene, mentre non ci sono prove certe che siano meglio tollerati.

### Ginecomastia
Gli inibitori dell'aromatasi sono stati approvati in alcuni Paesi per il trattamento della ginecomastia nei bambini e negli adolescenti.

### Induzione dell'ovulazione
La stimolazione ovarica con l'inibitore dell'aromatasi letrozolo è stata proposta per l'induzione dell'ovulazione al fine di trattare l'infertilità femminile inspiegabile. In uno studio multicentrico finanziato dal National Institute of Child Health and Development, la stimolazione ovarica con letrozolo ha portato a una frequenza significativamente inferiore di gestazioni multiple (cioè gemelli o terzine), ma anche a una frequenza inferiore di nati vivi, rispetto alla gonadotropina, ma non al clomifene.

## Effetti collaterali
Nelle donne, gli effetti collaterali includono un aumentato rischio di sviluppare osteoporosi e disturbi articolari come artrite, artrosi e dolore articolare. Gli uomini non sembrano mostrare gli stessi effetti negativi sulla salute delle ossa. Talora, vengono prescritti i bifosfonati per prevenire l'osteoporosi indotta dagli inibitori dell'aromatasi; tuttavia, questi utumi farmaci hanno anche un altro grave effetto collaterale, l'osteonecrosi della mascella. Poiché le statine hanno un effetto di rafforzamento osseo, la combinazione di una statina con un inibitore dell'aromatasi potrebbe aiutare a prevenire le fratture e i sospetti rischi cardiovascolari, senza il potenziale di causare osteonecrosi della mandibola. Gli eventi avversi più comuni associati all'uso di inibitori dell'aromatasi includono una diminuzione del tasso di maturazione e crescita ossea, infertilità, comportamento aggressivo, insufficienza surrenalica, insufficienza renale, perdita di capelli, e disfunzione epatica. I pazienti con anomalie epatiche, renali o surrenali sono a maggior rischio di sviluppare eventi avversi.

## Meccanismo di azione

Spesso utilizzati come trattamento contro il cancro nelle donne in postmenopausa, gli IA agiscono bloccando la conversione di androstenedione e testosterone rispettivamente in estrone ed estradiolo. Entrambi sono cruciali per la crescita dei tumori al seno in via di sviluppo (gli IA sono efficaci anche nel trattamento del cancro ovarico, ma meno comunemente). Nel diagramma, la ghiandola surrenale (1) rilascia androstenedione (3) mentre le ovaie (2) secernono testosterone (4). Entrambi gli ormoni viaggiano verso i tessuti periferici o una cellula mammaria (5), dove verrebbero convertiti in estrone (8) o estradiolo (9) se non fosse per gli IA (7), che impediscono all'enzima CYP19A1 (noto anche come aromatasi o estrogeno sintasi) (6) di catalizzare la reazione che trasforma l'androstenedione e il testosterone in estrone ed estradiolo. Nel diagramma, la parte A rappresenta la corretta conversione di androstenedione e testosterone in estrone ed estradiolo nel fegato; la parte B rappresenta il blocco di questa conversione da parte degli inibitori dell'aromatasi sia nei tessuti periferici che nel tumore al seno stesso.

Gli inibitori dell'aromatasi agiscono inibendo l'azione dell'enzima aromatasi, che trasforma gli androgeni in estrogeni attraverso un processo chiamato aromatizzazione. Poiché il tessuto mammario è stimolato dagli estrogeni, diminuirne la produzione è un modo per sopprimere la ricomparsa del tessuto tumorale mammario. La principale fonte di estrogeni sono le ovaie nelle donne in premenopausa, mentre nelle donne in postmenopausa la maggior parte degli estrogeni del corpo è prodotta nei tessuti periferici (al di fuori del sistema nervoso centrale), e anche in alcuni siti del sistema nervoso centrale in varie regioni del cervello. L'estrogeno viene prodotto e agisce localmente in questi tessuti; qualsiasi estrogeno circolante, che esercita effetti estrogenici a livello sistemico in uomini e donne, è il risultato della quantità di questo ormone che sfugge al metabolismo locale e si diffonde nel sistema circolatorio.

## Tipologie
Esistono due tipi di inibitori dell'aromatasi approvati per il trattamento del cancro al seno:
- gli inibitori steroidei irreversibili, come l'exemestane (Aromasin), che formano un legame permanente e disattivante con l'enzima aromatasi;
- gli inibitori non steroidei, come i triazoli anastrozolo (Arimidex) e letrozolo (Femara), inibiscono la sintesi degli estrogeni attraverso una competizione reversibile.

## Farmaci inibitori dell'aromatasi

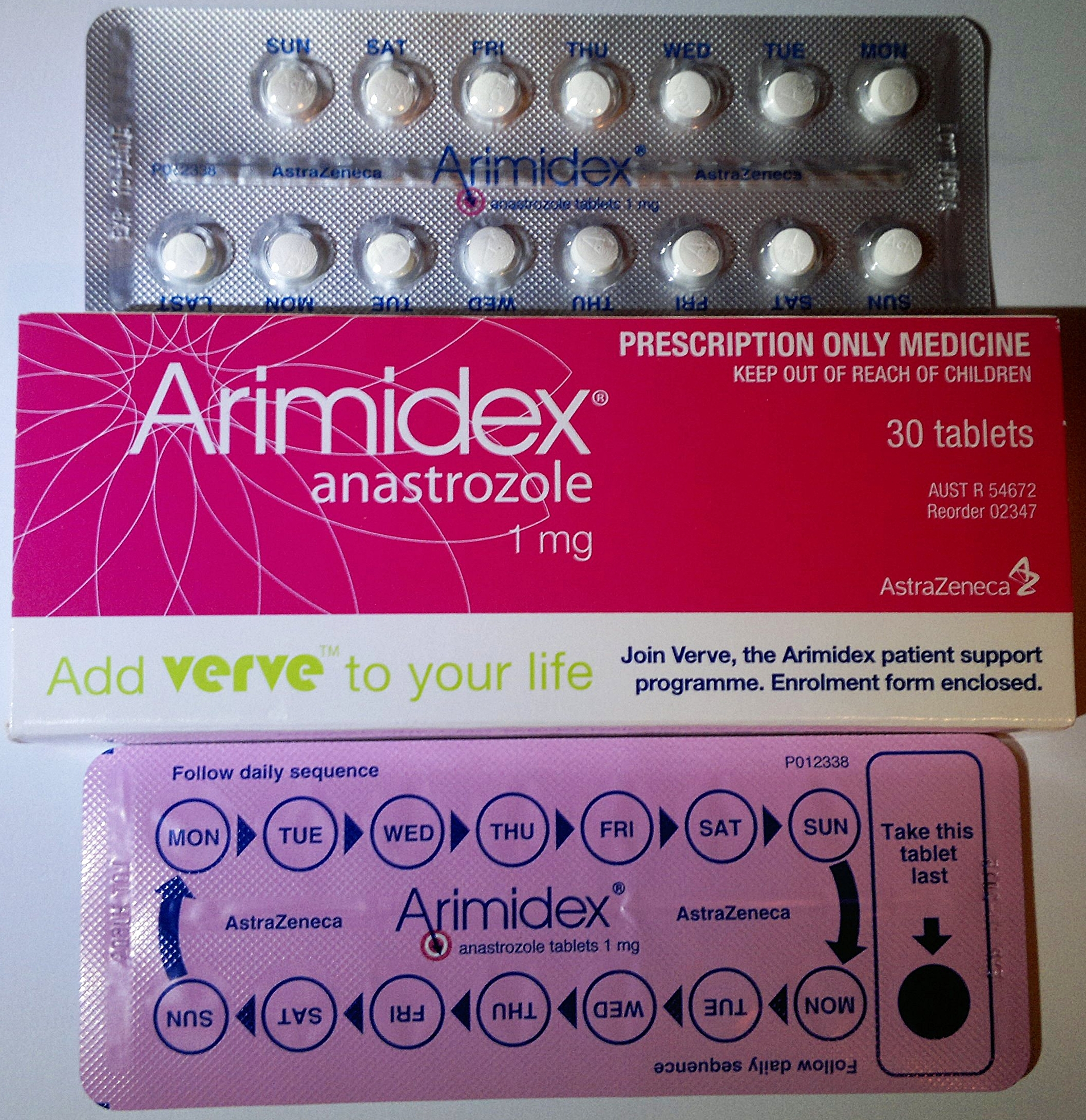
Arimidex (Anastrozolo) in compresse da 1 mg

I farmaci che appartengono alla classe degli inibitori dell'aromatasi includono:

### Inibitori selettivi
- Amminoglutetimide (Elipten, Cytadren, Orimeten)
- Teslolattone (Teslac)ù
- Anastrozolo (Arimidex)
- Letrozolo (Femara)
- Esemestano (Aromasin)
- Vorozolo (R-76713; Rivizor)
- Formestane (Lentaron)
- Fadrozolo (Afema)

### Altri
- 1,4,6-Androstatriene-3,17-dione (ATD)
- 4-Androstene-3,6,17-trione ("6-OXO")

Oltre agli IA farmaceutici, alcuni composti esistenti in natura hanno effetti inibitori dell'aromatasi, come le foglie di damiana.

## Storia
Lo sviluppo degli inibitori dell'aromatasi fu avviato a seguito delle ricerche della farmacologa britannica Angela Brodie svolte presso la Scuola medica dell'Università del Maryland, ricerche che nel 1982 avevano dimostrato per la prima volta l'efficacia del formestane negli studi clinici.  Il farmaco fu commercializzato per la prima volta nel 1994.
Furono quindi intrapresi delle indagini e delle ricerche per studiare l'uso degli inibitori dell'aromatasi per stimolare l'ovulazione e anche per sopprimere la produzione di estrogeni. Si dimostrò che gli inibitori dell'aromatasi invertono il declino del testosterone correlato all'età, compreso l'ipogonadismo primario. Aromatase inhibitors have been shown to reverse age-related declines in testosterone, including primary hypogonadism. Fu dimostrato che gli estratti di alcuni funghi commestibili inibiscono l'aromatasi quando valutati mediante saggi enzimatici: ad esempio, il fungo bianco mostrò la maggiore capacità di inibire l'enzima. Gli inibitori dell'aromatasi furono utilizzati anche sperimentalmente nel trattamento di adolescenti con pubertà ritardata.

## Ricerca
La ricerca suggerisce che il comune fungo da tavola possiede proprietà anti-aromatasi e quindi una possibile attività anti-estrogenica. Nel 2009, uno studio caso-controllo sulle abitudini alimentari di 2.018 donne nel sud-est della Cina ha rivelato che le donne che consumavano più di 10 grammi di funghi freschi o più di 4 grammi di funghi secchi al giorno avevano un'incidenza di cancro al seno inferiore di circa il 50%. Le donne cinesi che consumavano funghi e tè verde avevano un'incidenza del cancro al seno inferiore del 90%. Tuttavia, lo studio era relativamente piccolo (2.018 pazienti partecipanti) e limitato alle donne cinesi del sud-est della Cina.
È stato scoperto che l'estratto dell'erba damiana (Turnera diffusa) sopprime l'attività dell'aromatasi, compresi i composti isolati pinocembrina e acacetina.

## Inibitori naturali dell'aromatasi
Si presenta di seguito un elenco di inibitori naturali dell'aromatasi:
| Nome della specie | Denominazione comune  | Famiglia         | Tipo   |
| ----------------- | --------------------- | ---------------- | ------ |
| Aesculus glabra   | Ippocastano dell'Ohio | Hippocastanaceae | Pianta |
| Agaricus bisporus | Fungo prataiolo       | Agaricaceae      | Fungo  |
| Allium sp.        | Cipolle bianche       | Liliaceae        | Pianta |
| Alpinia purpurata | Zenzero rosso         | Zingerberaceae   | Pianta |
| Brassica oleracea | Cavolfiore            | Brassicaceae     | Piata  |